# Elezioni comunali in Umbria del 2018
Le elezioni comunali in Umbria del 2018 si sono tenute il 10 giugno (con ballottaggio il 24 giugno).

## Riepilogo sindaci eletti
Coalizione di centro-destra
     Coalizione di centro-sinistra
     Coalizione di centro
     Commissario prefettizio
| Provincia | Comune    | Popolazione legale (censimento 2018) | Sindaco uscente | Sindaco uscente            | Sindaco eletto | Sindaco eletto               | Primo turno | Primo turno | Secondo turno | Secondo turno | Seggi   |
| Provincia | Comune    | Popolazione legale (censimento 2018) | Sindaco uscente | Sindaco uscente            | Sindaco eletto | Sindaco eletto               | Voti        | %           | Voti          | %             | Seggi   |
| --------- | --------- | ------------------------------------ | --------------- | -------------------------- | -------------- | ---------------------------- | ----------- | ----------- | ------------- | ------------- | ------- |
| Perugia   | Corciano  | 21 124                               |                 | Christian Betti (PD)       |                | Cristian Betti (PD)          | 5 116       | 55,53       | —             | —             | 10 / 16 |
| Perugia   | Spoleto   | 37 964                               |                 | Maria Elena Bececco (Ind.) |                | Umberto De Augustinis (Ind.) | 6 680       | 37,21       | 7 987         | 50,27         | 15 / 24 |
| Perugia   | Umbertide | 16 530                               |                 | Castrese De Rosa           |                | Luca Carizia (LSP)           | 1 857       | 21,70       | 4 939         | 62,51         | 10 / 16 |
| Terni     | Terni     | 110 554                              |                 | Antonino Cufalo            |                | Leonardo Latini (LSP)        | 25 531      | 49,23       | 26 185        | 63,42         | 20 / 32 |

## Perugia

### Corciano
|                                           | Cristian Betti ✔️ Sindaco | 5 116                | 55,53 | Partito Democratico    | 2 811 | 31,83 | 7  |  |  |
| Cristian Betti Sindaco                    | Cristian Betti ✔️ Sindaco | 5 116                | 55,53 | 1 334                  | 15,11 | 3     |    |  |  |
| Liberi e Uguali                           | Cristian Betti ✔️ Sindaco | 5 116                | 55,53 | 371                    | 4,20  | –     |    |  |  |
| Civici Riformisti - Popolari - Socialisti | Cristian Betti ✔️ Sindaco | 5 116                | 55,53 | 184                    | 2,08  | –     |    |  |  |
| Giovani per Corciano                      | Cristian Betti ✔️ Sindaco | 5 116                | 55,53 | 142                    | 1,61  | –     |    |  |  |
| Totale liste                              | Cristian Betti ✔️ Sindaco | 5 116                | 55,53 | 4 842                  | 54,83 | 10    |    |  |  |
|                                           | Franco Testi              | 2 618                | 28,42 | Lega                   | 1 476 | 16,71 | 2  |  |  |
| Fratelli d'Italia                         | Franco Testi              | 2 618                | 28,42 | 493                    | 5,58  | 1     |    |  |  |
| Forza Italia                              | Franco Testi              | 2 618                | 28,42 | 434                    | 4,91  | –     |    |  |  |
| Rinascimento Sgarbi                       | Franco Testi              | 2 618                | 28,42 | 143                    | 1,62  | –     |    |  |  |
| Seggio di coalizione                      | Seggio di coalizione      | Seggio di coalizione | 28,42 | 1                      |       |       |    |  |  |
| Totale liste                              | Franco Testi              | 2 618                | 28,42 | 2 546                  | 28,83 | 3     |    |  |  |
|                                           | Chiara Fioroni            | 1 279                | 13,88 | Movimento 5 Stelle     | 1 222 | 13,84 | 1  |  |  |
| Seggio di coalizione                      | Seggio di coalizione      | Seggio di coalizione | 13,88 | 1                      |       |       |    |  |  |
|                                           | Daniele Vento             | 200                  | 2,17  | Rifondazione Comunista | 221   | 2,50  | –  |  |  |
| Totale                                    | Totale                    | 9 213                | 100   |                        | 8 831 | 100   | 16 |  |  |
|                                           |                           |                      |       |                        |       |       |    |  |  |
| Schede bianche                            | Schede bianche            | 28                   | 0,30  |                        |       |       |    |  |  |
| Schede nulle                              | Schede nulle              | 177                  | 1,88  |                        |       |       |    |  |  |
| Votanti                                   | Votanti                   | 9 418                | 57,92 |                        |       |       |    |  |  |
| Elettori                                  | Elettori                  | 16 261               |       |                        |       |       |    |  |  |
|                                           |                           |                      |       |                        |       |       |    |  |  |
| Fonte: Ministero dell'interno             |                           |                      |       |                        |       |       |    |  |  |

### Spoleto
| Candidati                          | Candidati                        | II turno             | II turno            | I turno | I turno | Liste                | Voti   | %     | Seggi |
| Candidati                          | Candidati                        | Voti                 | %                   | Voti    | %       | Liste                | Voti   | %     | Seggi |
| ---------------------------------- | -------------------------------- | -------------------- | ------------------- | ------- | ------- | -------------------- | ------ | ----- | ----- |
|                                    | Umberto De Augustinis ✔️ Sindaco | 7 987                | 50,27               | 6 680   | 37,21   | Lega                 | 3 186  | 18,49 | 7     |
| Laboratorio Spoleto                | Umberto De Augustinis ✔️ Sindaco | 7 987                | 50,27               | 6 680   | 37,21   | 1 597                | 9,27   | 4     |       |
| Forza Italia                       | Umberto De Augustinis ✔️ Sindaco | 7 987                | 50,27               | 6 680   | 37,21   | 883                  | 5,12   | 2     |       |
| Rinnovamento per Spoleto           | Umberto De Augustinis ✔️ Sindaco | 7 987                | 50,27               | 6 680   | 37,21   | 534                  | 3,10   | 1     |       |
| Fratelli d'Italia                  | Umberto De Augustinis ✔️ Sindaco | 7 987                | 50,27               | 6 680   | 37,21   | 506                  | 2,94   | 1     |       |
| Totale liste                       | Umberto De Augustinis ✔️ Sindaco | 7 987                | 50,27               | 6 680   | 37,21   | 6 706                | 38,92  | 15    |       |
|                                    | Camilla Laureti                  | 7 901                | 49,73               | 6 094   | 33,95   | Partito Democratico  | 3 553  | 20,62 | 3     |
| Ora Spoleto                        | Camilla Laureti                  | 7 901                | 49,73               | 6 094   | 33,95   | 1 680                | 9,75   | 1     |       |
| Spoleto Sì - Socialisti Riformisti | Camilla Laureti                  | 7 901                | 49,73               | 6 094   | 33,95   | 653                  | 3,79   | –     |       |
| Seggio di coalizione               | Seggio di coalizione             | Seggio di coalizione | 49,73               | 6 094   | 33,95   | 1                    |        |       |       |
| Totale liste                       | Camilla Laureti                  | 7 901                | 49,73               | 6 094   | 33,95   | 5 886                | 34,16  | 4     |       |
|                                    | Maria Elena Bececco              | Maria Elena Bececco  | Maria Elena Bececco | 4 584   | 25,53   | Alleanza Civica (A)  | 2 308  | 13,39 | 2     |
| Spoleto Popolare (B)               | Maria Elena Bececco              | Maria Elena Bececco  | Maria Elena Bececco | 4 584   | 25,53   | 1 751                | 10,16  | 1     |       |
| Seggio di coalizione               | Seggio di coalizione             | Seggio di coalizione | Maria Elena Bececco | 4 584   | 25,53   | 1                    |        |       |       |
| Totale liste                       | Maria Elena Bececco              | Maria Elena Bececco  | Maria Elena Bececco | 4 584   | 25,53   | 4 059                | 23,56  | 3     |       |
|                                    | Maura Coltorti                   | Maura Coltorti       | Maura Coltorti      | 594     | 3,31    | Sinistra per Spoleto | 580    | 3,37  | –     |
| Totale                             | Totale                           | 15 888               | 100                 | 17 952  | 100     |                      | 17 231 | 100   | 24    |
|                                    |                                  |                      |                     |         |         |                      |        |       |       |
| Schede bianche                     | Schede bianche                   | 96                   | 0,59                | 90      | 0,48    |                      |        |       |       |
| Schede nulle                       | Schede nulle                     | 244                  | 1,50                | 540     | 2,91    |                      |        |       |       |
| Votanti                            | Votanti                          | 16 228               | 52,77               | 18 582  | 60,42   |                      |        |       |       |
| Elettori                           | Elettori                         | 30 755               |                     | 30 755  |         |                      |        |       |       |
|                                    |                                  |                      |                     |         |         |                      |        |       |       |
| Fonte: Ministero dell'interno      |                                  |                      |                     |         |         |                      |        |       |       |

- Le liste contrassegnate con le lettere A e B sono apparentate al secondo turno con la candidata sindaca Camilla Laureti.

### Umbertide
| Candidati                           | Candidati               | II turno             | II turno          | I turno | I turno | Liste               | Voti  | %     | Seggi |
| Candidati                           | Candidati               | Voti                 | %                 | Voti    | %       | Liste               | Voti  | %     | Seggi |
| ----------------------------------- | ----------------------- | -------------------- | ----------------- | ------- | ------- | ------------------- | ----- | ----- | ----- |
|                                     | Luca Carizia ✔️ Sindaco | 4 939                | 62,51             | 1 857   | 21,70   | Lega                | 1 515 | 18,20 | 10    |
| Fratelli d'Italia - Fratta Campione | Luca Carizia ✔️ Sindaco | 4 939                | 62,51             | 1 857   | 21,70   | 146                 | 1,75  | –     |       |
| Forza Italia                        | Luca Carizia ✔️ Sindaco | 4 939                | 62,51             | 1 857   | 21,70   | 134                 | 1,61  | –     |       |
| Totale liste                        | Luca Carizia ✔️ Sindaco | 4 939                | 62,51             | 1 857   | 21,70   | 1 795               | 21,56 | 10    |       |
|                                     | Paola Avorio            | 2 962                | 37,49             | 2 172   | 25,38   | Partito Democratico | 1 775 | 21,32 | 1     |
| Progetto Umbertide                  | Paola Avorio            | 2 962                | 37,49             | 2 172   | 25,38   | 295                 | 3,54  | –     |       |
| Umbertide Civica                    | Paola Avorio            | 2 962                | 37,49             | 2 172   | 25,38   | 107                 | 1,29  | –     |       |
| Seggio di coalizione                | Seggio di coalizione    | Seggio di coalizione | 37,49             | 2 172   | 25,38   | 1                   |       |       |       |
| Totale liste                        | Paola Avorio            | 2 962                | 37,49             | 2 172   | 25,38   | 2 177               | 26,15 | 1     |       |
|                                     | Marco Locchi            | Marco Locchi         | Marco Locchi      | 1 678   | 19,61   | Umbertide Partecipa | 1 626 | 19,53 | 1     |
| Seggio di coalizione                | Seggio di coalizione    | Seggio di coalizione | Marco Locchi      | 1 678   | 19,61   | 1                   |       |       |       |
|                                     | Giovanni Codovini       | Giovanni Codovini    | Giovanni Codovini | 1 650   | 19,28   | Umbertide Cambia    | 1 555 | 18,68 | –     |
| Seggio di coalizione                | Seggio di coalizione    | Seggio di coalizione | Giovanni Codovini | 1 650   | 19,28   | 1                   |       |       |       |
|                                     | Giampaolo Conti         | Giampaolo Conti      | Giampaolo Conti   | 1 057   | 12,35   | Movimento 5 Stelle  | 1 022 | 12,28 | –     |
| Seggio di coalizione                | Seggio di coalizione    | Seggio di coalizione | Giampaolo Conti   | 1 057   | 12,35   | 1                   |       |       |       |
|                                     | Mauro Alunni            | Mauro Alunni         | Mauro Alunni      | 145     | 1,69    | Liberi e Uguali     | 149   | 1,79  | –     |
| Totale                              | Totale                  | 7 901                | 100               | 8 559   | 100     |                     | 8 324 | 100   | 16    |
|                                     |                         |                      |                   |         |         |                     |       |       |       |
| Schede bianche                      | Schede bianche          | 63                   | 0,78              | 41      | 0,47    |                     |       |       |       |
| Schede nulle                        | Schede nulle            | 134                  | 1,65              | 141     | 1,61    |                     |       |       |       |
| Votanti                             | Votanti                 | 8 098                | 65,19             | 8 741   | 70,36   |                     |       |       |       |
| Elettori                            | Elettori                | 12 423               |                   | 12 423  |         |                     |       |       |       |
|                                     |                         |                      |                   |         |         |                     |       |       |       |
| Fonte: Ministero dell'interno       |                         |                      |                   |         |         |                     |       |       |       |

## Terni

### Terni
| Candidati                     | Candidati                  | II turno              | II turno              | I turno | I turno | Liste               | Voti   | %     | Seggi |
| Candidati                     | Candidati                  | Voti                  | %                     | Voti    | %       | Liste               | Voti   | %     | Seggi |
| ----------------------------- | -------------------------- | --------------------- | --------------------- | ------- | ------- | ------------------- | ------ | ----- | ----- |
|                               | Leonardo Latini ✔️ Sindaco | 26 185                | 63,42                 | 25 531  | 49,23   | Lega                | 14 667 | 29,10 | 13    |
| Forza Italia                  | Leonardo Latini ✔️ Sindaco | 26 185                | 63,42                 | 25 531  | 49,23   | 4 667               | 9,26   | 4     |       |
| Fratelli d'Italia             | Leonardo Latini ✔️ Sindaco | 26 185                | 63,42                 | 25 531  | 49,23   | 3 194               | 6,34   | 2     |       |
| Terni Civica                  | Leonardo Latini ✔️ Sindaco | 26 185                | 63,42                 | 25 531  | 49,23   | 1 295               | 2,57   | 1     |       |
| Il Popolo della Famiglia      | Leonardo Latini ✔️ Sindaco | 26 185                | 63,42                 | 25 531  | 49,23   | 748                 | 1,48   | –     |       |
| Totale liste                  | Leonardo Latini ✔️ Sindaco | 26 185                | 63,42                 | 25 531  | 49,23   | 24 571              | 48,75  | 20    |       |
|                               | Thomas De Luca             | 15 106                | 36,58                 | 12 986  | 25,04   | Movimento 5 Stelle  | 12 313 | 24,43 | 6     |
| Seggio di coalizione          | Seggio di coalizione       | Seggio di coalizione  | 36,58                 | 12 986  | 25,04   | 1                   |        |       |       |
|                               | Paolo Angeletti            | Paolo Angeletti       | Paolo Angeletti       | 7 776   | 14,99   | Partito Democratico | 6 336  | 12,57 | 3     |
| Terni Immagina                | Paolo Angeletti            | Paolo Angeletti       | Paolo Angeletti       | 7 776   | 14,99   | 1 672               | 3,32   | –     |       |
| Seggio di coalizione          | Seggio di coalizione       | Seggio di coalizione  | Paolo Angeletti       | 7 776   | 14,99   | 1                   |        |       |       |
| Totale liste                  | Paolo Angeletti            | Paolo Angeletti       | Paolo Angeletti       | 7 776   | 14,99   | 8 008               | 15,89  | 3     |       |
|                               | Alessandro Gentiletti      | Alessandro Gentiletti | Alessandro Gentiletti | 2 024   | 3,90    | Senso Civico        | 2 011  | 3,99  | –     |
| Seggio di coalizione          | Seggio di coalizione       | Seggio di coalizione  | Alessandro Gentiletti | 2 024   | 3,90    | 1                   |        |       |       |
|                               | Andrea Rosati              | Andrea Rosati         | Andrea Rosati         | 1 680   | 3,24    | Prima Terni         | 1 627  | 3,23  | –     |
|                               | Emiliano Camuzzi           | Emiliano Camuzzi      | Emiliano Camuzzi      | 759     | 1,46    | Potere al Popolo!   | 792    | 1,57  | –     |
|                               | Piergiorgio Bonomi         | Piergiorgio Bonomi    | Piergiorgio Bonomi    | 603     | 1,16    | CasaPound           | 615    | 1,22  | –     |
|                               | Mariano De Persio          | Mariano De Persio     | Mariano De Persio     | 506     | 0,98    | Partito Comunista   | 468    | 0,93  | –     |
| Totale                        | Totale                     | 41 291                | 100                   | 51 865  | 100     |                     | 50 405 | 100   | 32    |
|                               |                            |                       |                       |         |         |                     |        |       |       |
| Schede bianche                | Schede bianche             | 367                   | 0,87                  | 208     | 0,39    |                     |        |       |       |
| Schede nulle                  | Schede nulle               | 693                   | 1,64                  | 938     | 1,77    |                     |        |       |       |
| Votanti                       | Votanti                    | 42 351                | 47,49                 | 53 011  | 59,44   |                     |        |       |       |
| Elettori                      | Elettori                   | 89 178                |                       | 89 178  |         |                     |        |       |       |
|                               |                            |                       |                       |         |         |                     |        |       |       |
| Fonte: Ministero dell'interno |                            |                       |                       |         |         |                     |        |       |       |